# Casa lui Mihail Karcevski
Casa lui Mihail Karcevski este un monument istoric și de arhitectură de însemnătate națională din orașul Chișinău, construită în 1901.

## Istorie
Parcela pe care este amplasată clădirea a fost cumpărată în martie 1899 de către nobilul Mihail Vikentievici Karcevski de la Parascovia Andreevna Boguș, soție de asesor. Casa veche a fost demolată, iar vila actuală a fost ridicată în 1901 în stil oriental cu influența modernului, după proiectul arhitectul Alexei Șciusev.

## Arhitectură
Casa este amplasată la colțul cartierului, la intersecția străzilor Alexandru Bernardazzi și Aleksandr Pușkin. Are un plan unghiular și este ridicată într-un parter pe un soclu înalt. Conține două apartamente cu intrări principale separate, direct din stradă – una dinspre str. Bernardazzi și cealaltă dinspre str. Pușkin –, și intrări secundare din curte. Ambele antreuri sunt centrale, evidențiate în exterior de câte un portal pe console. De ambele părți ale intrărilor se aflau odăi, legate în anfiladă. Paramentul clădirii este în zidărie aparentă, din piatră fățuită, cu detaliile arhitectonice cioplite și intarsie de ceramică.
Fațadele aliniate străzilor sunt soluționate simetric, cu amplasarea intrării în axa de simetrie. Fațada principală este cea de pe str. Bernardazzi: are 5 axe, dintre care patru sunt goluri de ferestre și unul de ușă. Fațada laterală are șapte axe compoziționale, dintre care șase goluri de ferestre și unul de ușă. Decorația plastică este inspirată din arhitectura orientală cu elemente moderne: golul ferestrelor sunt în arc-potcoavă și ogivale; un rol decorativ în compoziția fațadelor revine balcoanelor mici, cu îngrădirea ajurată, din grilaj fier forjat (o ieșire la balcon a fost astupată între timp cu zidărie). Pereții sunt finisați în partea superioară printr-o cornișă cu denticule și un parapet plin, înviorat de alternarea nișelor pătrate adâncite împodobite cu carouri din ceramoplastică azurie. Paramentul este separat de soclul din piatră spartă printr-un cordon sub forma plintei.
Casa din stânga, de pe str. Bernardazzi, 95, a făcut parte din sectorul lui Karcevski și în prezent este la fel un monument ocrotit de stat.